# Троцькізм
Троцькізм — політична ідеологія та напрямок марксизму, розроблений російським революціонером Левом Троцьким та деякими іншими членами лівої опозиції та Четвертого Інтернаціоналу. Троцький називав себе ортодоксальним і революційним марксистом і більшовиком-леніністом, а також послідовником Маркса, Енґельса, Карла Лібкнехта та Рози Люксембурґ.
Він підтримував заснування авангардної партії пролетаріату, пролетарський інтернаціоналізм та диктатуру пролетаріату (на противагу «диктатурі буржуазії», яка, на думку марксистів, визначає капіталізм) на основі самозвільнення робітничого класу та демократії рад. Троцький також дотримувався наукового соціалізму і розглядав його як свідоме вираження історичних процесів. Троцькісти критично ставляться до сталінізму, оскільки вони виступають проти теорії Йосипа Сталіна про соціалізм в одній країні на користь теорії Троцького про перманентну революцію, а також критикують бюрократію та антидемократичну течію, що розвинулася в Радянському Союзі за Сталіна.

## Сутність
Троцькізм виник на початку 20 сторіччя, як критика ленінської концепції революції і пролетарської держави. Основу його ідеології і політичної практики складає теорія перманентної (безперервної) революції, сутність якої полягає не в завоюванні пролетаріатом влади і переході до побудови соціалізму в окремій країні, а в постійному поглибленні революційних дій аж до здійснення соціалістичної революції у світовому масштабі. Ігноруючи буржуазно-демократичний етап революції в Росії, троцькістська теорія «перманентної революції» заперечувала революційну роль селянства, ідею гегемонії пролетаріату, союзу робітничого класу і селянства. Троцький стверджував, що в ході революції робітничий клас обов'язково прийде у ворожі зіткнення з широкими масами селянства, яке він розглядає як реакційну силу. Пролетаріат, за Троцьким, зможе втриматися при владі лише за підтримки пролетарських революцій в західноєвропейських країнах або світової революції. Початок революції в окремій країні має стати початком її перенесення в інші країни (експорт революції). Троцькізм заперечує можливість перемоги революції в окремій країні внаслідок інтервенції капіталістичних держав.

## Сучасний троцькізм на пострадянському просторі
У 90-і роки 20 ст. в зв'язку з розпадом СРСР і світової системи соціалізму активізувався неотроцькізм. Неотроцькісти вважають, що розпад СРСР підтверджує головну ідею теорії перманентної революції щодо можливості побудови соціалізму лише у світовому масштабі. Рішуче виступають проти капіталізму.
Троцькістський рух почав відроджуватися в СРСР ще наприкінці 1980-х років. Проте організаційні форми він знайшов тільки в 1990 році. 18-19 серпня 1990 року в Москві пройшла Міжнародна теоретична конференція, присвячена 50-річчю вбивства Лева Троцького. У роботі цієї конференції крім радянських брали активну участь також представники троцькістських організацій Великої Британії, Угорщини та Соціалістичної Федеративної Республіки Югославія. На цій конференції було засновано Організаційний комітет за радянську секцію Четвертого інтернаціоналу, лідером якого став Олексій Гусєв. У 1991 році Оргкомітет було перетворено в Соціалістичний робітничий союз (СРС), що став секцією Робочого інтернаціоналу за відродження Четвертого інтернаціоналу.
За підсумками московської конференції в Петербурзі було засновано організацію «Революційні пролетарські осередки», яка встановила зв'язки з французькою організацією «Робоча боротьба». Наприкінці 1990 року в Москві було створено Комітет за робочу демократію і міжнародний соціалізм, що став російської секцією Комітету за робочий інтернаціонал (КРІ). Крім того, в Петербурзі та Москві у 1990—1991 роках діяла група прихильників Міжнародної комуністичної ліги (Четвертого інтернаціоналу).
Надалі з'являлися й інші організації, деякі зазнали розколу, деякі припинили існування. Досі в Росії діють такі троцькістські організації:
- Російський соціалістичний рух (утворений у результаті об'єднання Соціалістичного руху «Вперед», російської секції Четвертого інтернаціоналу та організації «Соціалістичний спротив»);
- Революційна робітнича партія;
- Російська секція Комітету за робочий інтернаціонал;
- Російська секція Міжнародної марксистської тенденції;
- Міжнародна робітнича партія, російська секція Міжнародної ліги трудящих — Четвертого інтернаціоналу.

Заснований у 2006 році Соціалістичний спротив Казахстану, секція КРІ в Казахстані, бере активну участь у протестній активності незалежних профспілок і соціальних рухів.
На хвилі «гласності» перша троцькістська організація в Україні — «Ліва платформа» — з'явилася після візиту в 1989 р. лідера Міжнародного комітету за IV Інтернаціонал Девіда Норта. Українська секція КРІ — «Робітничий спротив» — існувала з 1994 року, видавала однойменний друкований орган і брала участь у профспілковій діяльності, але її діяльність припинилася після того, як у 2003 році було викрито участь членів її міжнародного відділу у створенні фіктивних організацій, що входили до інших ліворадикальних інтернаціоналів.
Троцькістське крило діяло в українській Організації марксистів, а згодом, після розколу останньої, узяло участь у створенні соціалістичного об'єднання «Ліва опозиція». «Ліва опозиція» долучалась до соціальних ініціатив, наприклад, до боротьби проти проєкту нового Трудового кодексу та за реформу права інтелектуальної власності, а також вела просвітницьку діяльність (здійснила видання збірки «Український Троцький», до якої увійшли статті та промови Троцького про українське питання).
У протестах на Євромайдані «Ліва опозиція» пропонувала соціально орієнтований порядок денний, відмінний від ліберального та націоналістичного. Цей «План соціальних змін», що закликав до альтернативи демократичного соціалізму замість олігархічного капіталізму, було озвучено зі сцени Майдану Володимиром Чемерисом. У 2014 році «Ліва опозиція» з низкою активістів профспілкових і соціальних рухів ініціювала створення «Асамблеї соціальної революції», з якої постав оргкомітет нової лівої партії «Соціальний рух».
Також в Україні з 2002 року функціонувала Українська комуністична робітнича спілка, секція Міжнародної ліги трудящих — Четвертого інтернаціоналу.